# Шовире-ле-Шатель
Шовире́-лё-Шате́ль (фр. Chauvirey-le-Châtel) — коммуна во Франции, находится в регионе Франш-Конте. Департамент — Верхняя Сона. Входит в состав кантона Витре-сюр-Манс. Округ коммуны — Везуль.
Код INSEE коммуны — 70143.

## География
Коммуна расположена приблизительно в 280 км к юго-востоку от Парижа, в 65 км севернее Безансона, в 36 км к северо-западу от Везуля.
По территории коммуны протекает река Ужот.

## Население
Население коммуны на 2010 год составляло 115 человек.
| 1962 | 1968 | 1975 | 1982 | 1990 | 1999 | 2010 |
| ---- | ---- | ---- | ---- | ---- | ---- | ---- |
| 213  | 182  | 200  | 194  | 150  | 148  | 115  |

## Экономика
В 2010 году среди 60 человек трудоспособного возраста (15—64 лет) 49 были экономически активными, 11 — неактивными (показатель активности — 81,7 %, в 1999 году было 67,4 %). Из 49 активных жителей работали 44 человека (20 мужчин и 24 женщины), безработными было 5 (3 мужчин и 2 женщины). Среди 11 неактивных 1 человек был учеником или студентом, 6 — пенсионерами, 4 были неактивными по другим причинам.

## Достопримечательности
- Церковь Рождества Пресвятой Богородицы (XIV век). Исторический памятник с 2010 года[3]
- Руины замка Шато-Дессю (XIII век). Исторический памятник с 1994 года[4]
- Замок Шато-Дессу (XV век). Исторический памятник с 1928 года[5]

## Фотогалерея

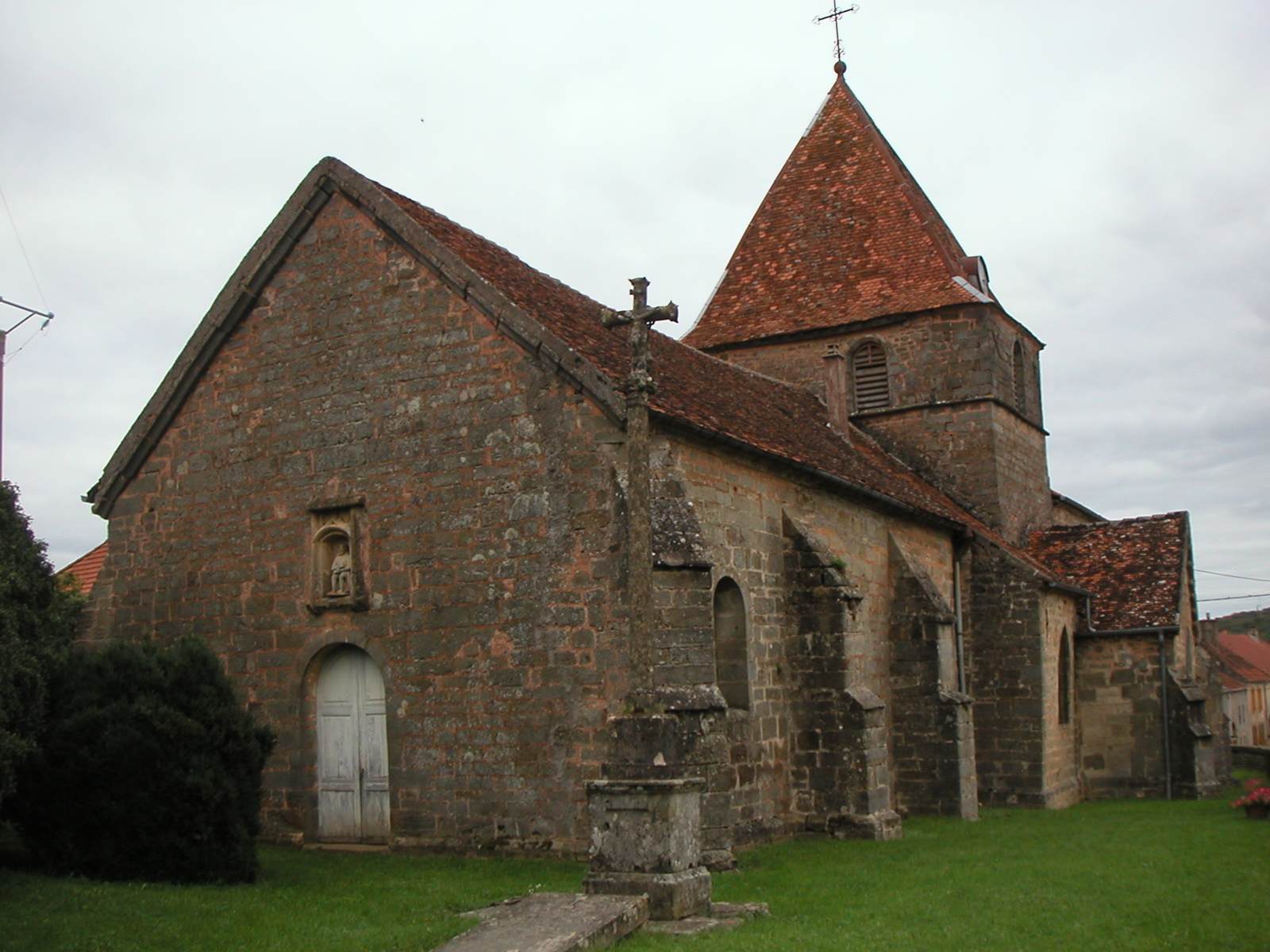
Церковь Рождества Пресвятой Богородицы
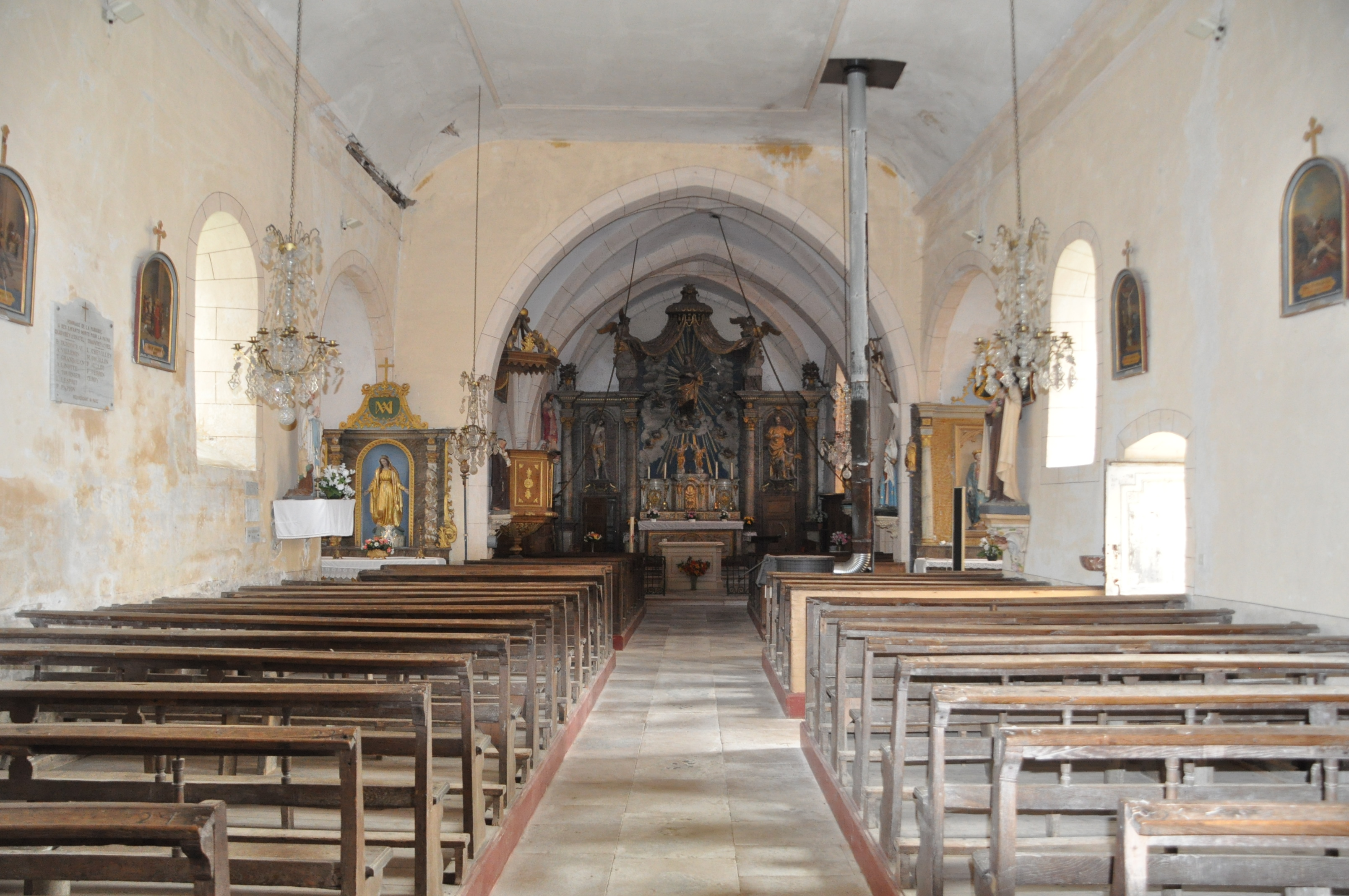
Интерьер церкви Рождества Пресвятой Богородицы
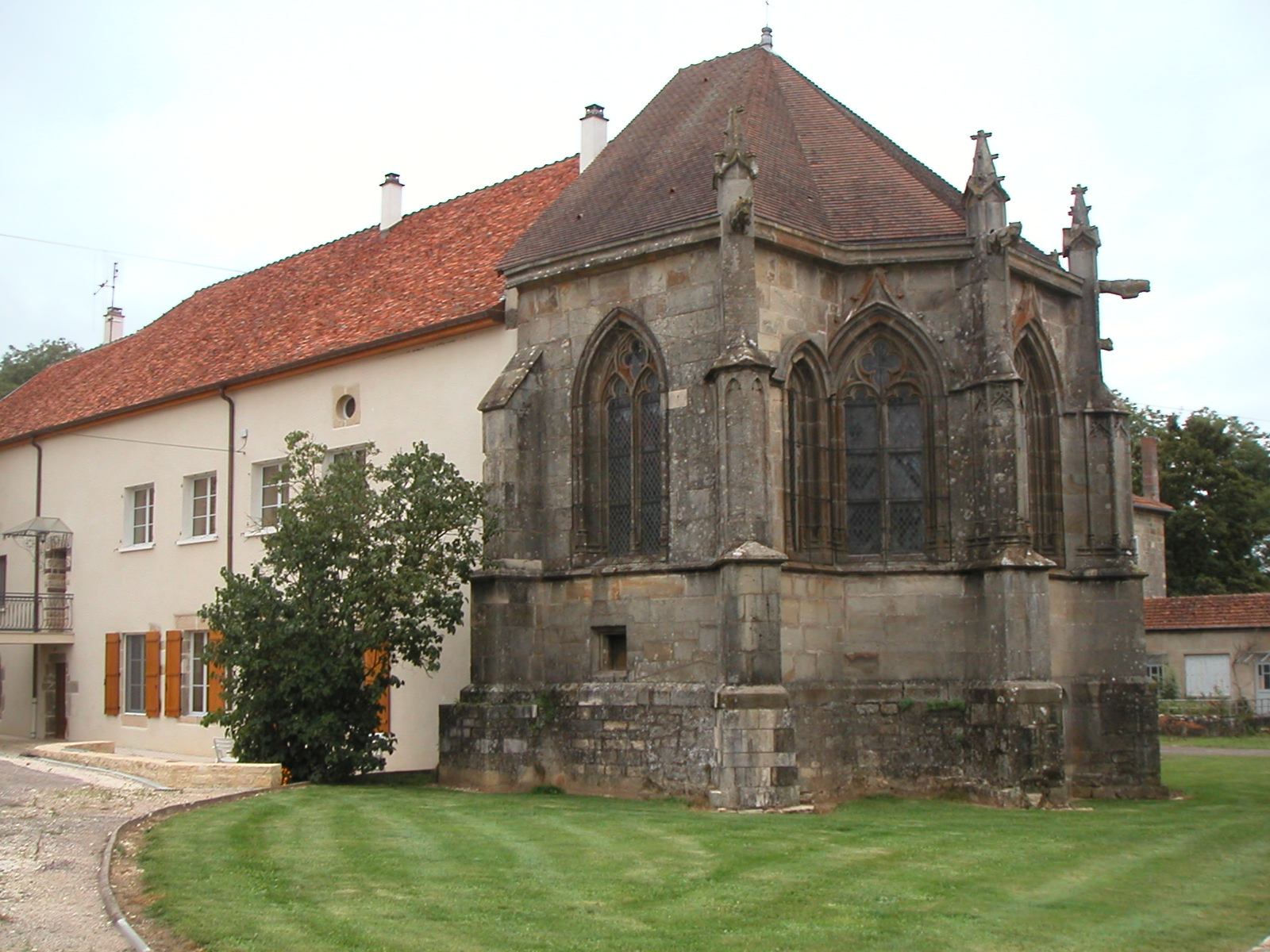
Часовня замка Шато-Дессу
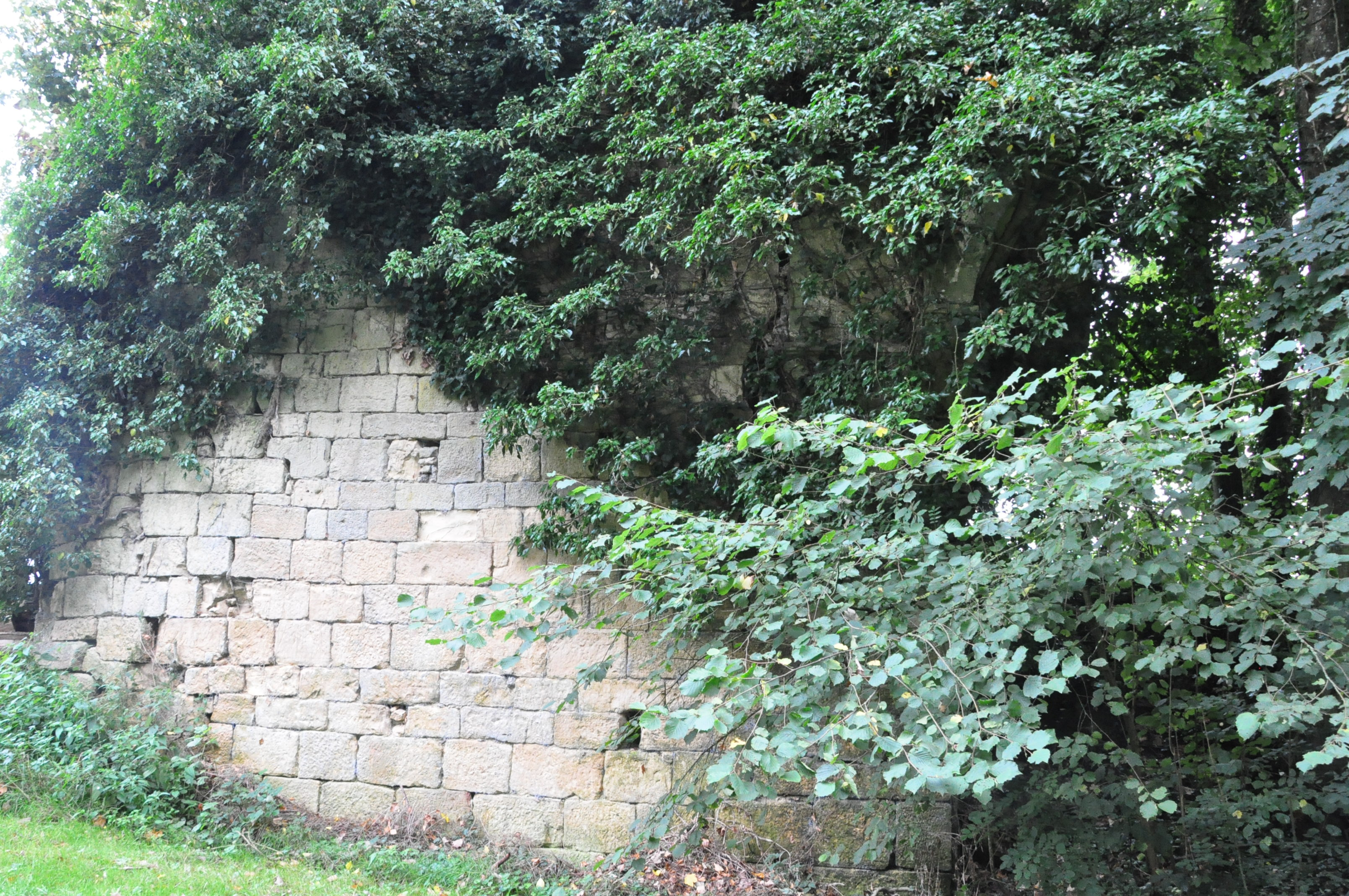
Руины замка Шато-Дессю